# Ålesunds kommun
Ålesunds kommun (norska: Ålesund kommune) är en kommun i landskapet Sunnmøre i Møre og Romsdal fylke i västra Norge. Kommunen har drygt 47 000 invånare, och dess centralort är staden Ålesund.
Ålesunds kommun omfattar sju av de yttre öarna i Møre og Romsdals västkust: Hessa, Aspøya, Nørve, Uksenøya, Ellingsøya, Humla och Tørla. Ålesund har ett väldigt maritimt klimat där den kallaste månaden, januari, har en medeltemperatur på 1.3 °C och den kallaste temperaturen som uppmäts på Ålesunds flygplats är -11 °C.

## Administrativ historik
Ålesunds kommun grundades på 1830-talet, samtidigt med flertalet andra norska kommuner.
1875 överfördes ett område med 902 invånare från Borgunds kommun. 1922 överfördes ytterligare ett område med 1 148 invånare från Borgunds kommun. 1968 slogs Ålesunds kommun samman med större delen av Borgunds kommun. 1977 delades Ålesunds kommun och Sula kommun blev egen kommun.
Den 1 januari 2020 utvidgades Ålesunds kommun med Harams, Sandøy, Skodje och Ørskogs kommuner.
Den 1 januari 2024 blev Harams kommun åter igen en egen kommun.

### Vapen för tidigare kommuner inom den nuvarande kommunen

Sandøy kommun (1986–2019)
Skodje kommun (1987–2019)
Ørskogs kommun (1983–2019)

## Tätorter
I Ålesunds kommun finns nio tätorter:
- Hoffland
- Myklebost
- Sjøholt
- Skodje
- Steinshamn
- Stette (Stetteremma)
- Valle
- Ålesund (centralort, delvis i Sula kommun)
- Årset

De fyra tätorterna Austnes, Brattvåg, Søvik och Vatne tillhör sedan den 1 januari 2024 den då återupprättade Harams kommun.

## Socknar
Inom Norska kyrkan är Ålesunds kommun indelad i sju socknar:
- Borgunds socken
- Ellingsøy socken
- Sandøy socken
- Skodje socken
- Spjelkaviks socken
- Ålesund og Volsdalens socken
- Ørskogs socken

Socknarna ingår i Nordre Sunnmøre prosteri i Møre stift.